# Polk (Pennsilvània)
Polk és una població dels Estats Units a l'estat de Pennsilvània. Segons el cens del 2000 tenia 1.031 habitants.

## Demografia
Segons el cens del 2000, Polk tenia 1.031 habitants, 196 habitatges, i 127 famílies. La densitat de població era de 205,2 habitants/km².
Dels 196 habitatges en un 32,1% hi vivien nens de menys de 18 anys, en un 49,5% hi vivien parelles casades, en un 9,7% dones solteres, i en un 35,2% no eren unitats familiars. En el 33,2% dels habitatges hi vivien persones soles l'11,2% de les quals corresponia a persones de 65 anys o més que vivien soles. El nombre mitjà de persones vivint en cada habitatge era de 2,34 i el nombre mitjà de persones que vivien en cada família era de 2,95.
Per edats la població es repartia de la següent manera: un 11,6% tenia menys de 18 anys, un 3,2% entre 18 i 24, un 31% entre 25 i 44, un 37,1% de 45 a 60 i un 17,1% 65 anys o més.
L'edat mediana era de 46 anys. Per cada 100 dones de 18 o més anys hi havia 99,8 homes.
La renda mediana per habitatge era de 33.929 $ i la renda mediana per família de 38.438 $. Els homes tenien una renda mediana de 22.273 $ mentre que les dones 31.875 $. La renda per capita de la població era de 12.963 $. Entorn del 3,1% de les famílies i el 35% de la població estaven per davall del llindar de pobresa.

## Poblacions més properes
El següent diagrama mostra les poblacions més properes.